# Virgen de Husillos
La Virgen de Husillos, también conocida como Nuestra Señora de la Dehesa Brava, es una imagen de orfebrería de cobre dorado del siglo XIII, procedente de la abadía de Santa María de Fusiellos de la población de Husillos y que se conserva en el Museo Diocesano de Palencia (España).

## Descripción
- La imagen representa la Virgen con el Niño, es de cobre dorado adornada con esmaltes y cabujones.
- Sus medidas son de 24 X 17 centímetros.
- El estado de conservación es bueno, con la falta de la mano derecha del Niño, el cetro de la Virgen y dos florones de su corona.
- La datación es de finales del siglo XII o principios del XIII.
- En la parte posterior del trono se encuentra una pequeña puerta para su utilización como relicario.

### El trono
La Virgen está sentada sobre un trono bajo, prácticamente sin respaldo, decorado con cincelados de estilo románico. En los costados tiene dos figuras sobre fondo con esmalte igual que unos tallos en forma de espiral que adornan todo el borde de la puertecilla del relicario en la que se ve la mano de Dios en actitud de bendecir sobre una cruz aspada. La parte alta del asiento está calada con arquillos en forma de herradura. En la peana se aprecian unos tallos esmaltados muy parecidos a los del trono y cuatro cabujones bastantes grandes con piedras incrustadas. El borde de esta peana lo tiene cincelado y esmaltado con la inscripción:

AVE MARIA GRACIA PLENA

### La imagen
Es una pequeña imagen sedente con el Niño sobre la rodilla izquierda; ambos llevan corona real y a la madre le falta el cetro que debería sostener en su mano derecha. La iconografía es románica de estilo francés, propio de los talleres de Limoges, aunque no por esto se descarta que pueda ser de otra procedencia.
Los ropajes parecen de un principio ya gótico por sus finos pliegues y la falta de simetría. El Niño va vestido como si de un rey se tratase; sobre una corta melena lleva la corona rematada con cuatro florones y la vestimenta abierta por el costado hasta más abajo de la cintura. Esta prenda no corresponde a las usadas en Francia, y sí a la indumentaria española del siglo XIII, como se aprecia en ropas halladas en las sepulturas reales del monasterio de Las Huelgas de Burgos, lo que da datos para que se pueda atribuir a talleres españoles. Los ojos son de esmalte negro y bastante abultados, ambas figuras llevan cabujones esmaltados en sus túnicas.